# Леон Віталі
Альфред Леон Віталі (нар. 26 липня 1948 — пом. 19 серпня 2022) — англійський актор, найбільш відомий своєю співпрацею з кінорежисером Стенлі Кубриком, як його особистого помічника й актора, особливо за роль лорда Буллінгдона у кінофільмі «Баррі Ліндон».

## Життя та кар'єра
У дитинстві Віталі зацікавився драматургією. Отримавши проспект від учителя англійської мови, він вирішив вступити до Лондонської академії музичного та драматичного мистецтва. На початку 1970-х Віталі знявся в ряді телесеріалів, як-от «Ніжно, ніжно», «Фолліфут», «Шляхи до свободи», «Автомобілі Z», «Очі громадськості», «Банда з вулиці Фенн», «Відома жінка» тощо. У 1973 році він дебютував у повнометражному кіно: в італійській «Суперсучці» режисера Массімо Далламано, який раніше працював із Серджо Леоне як оператор у перших двох його трилогії «Долари», та телефільмі «Католики» разом із Мартіном Шином і Майклом Гембоном.
У 1974 році Віталі познайомився зі Стенлі Кубриком, з яким підтримував професійні стосунки протягом усієї кар'єри Кубрика. Віталі зіграв лорда Буллінгдона в фільмі «Баррі Ліндоні», пасинка головного героя. Під час знімання Кубрик і Віталі потоваришували. Після завершення роботи над стрічкою Віталі попросив Кубрика залишити його спостерігати за процесом монтажу без оплати, на що режисер погодився. Через п'ять років Кубрик надіслав Віталі копію роману Стівена Кінга «Сяйво» та запропонував взяти участь у виробництві наступного фільму. Протягом роботи над однойменною стрічкою 1980 року Віталі працював особистим помічником режисера.
У 1977 році він зіграв Віктора Франкенштайна у фільмі «Терор Франкенштайна», адаптації роману Келвіна Флойда «Франкенштайн, або Сучасний Прометей» авторки Мері Шеллі, де він зустрів свою майбутню дружину Керсті, яка під час знімання працювала художником по костюмах. Потім Віталі працював художником по костюмах у фільмі Біргітти Свенссон «Маккан». Леон виконав незначну роль у наступному фільмі Свенссон «Залізничний абонемент» (1981). У Леона та Керсті було двоє дітей, акторка Віра Віталі та син, відеооператор Макс Віталі. Від попереднього шлюбу у Віталі також була донька, продюсер Маша Віталі. Згодом Леон і Керсті розлучилися.
Віталі знову об'єднався з Кубриком у фільмі «Цілісно-металева оболонка» (1987), де він працював директором з кастингу та помічником режисера. Дванадцять років потому Віталі приписували ту ж саму роботу й в фільмі Кубрика «Із широко заплющеними очима» (1999), де Віталі також зіграв людину у червоному плащі. У фільмі слова «модельєр Леон Віталі» з'являються в газетній статті, яку читає герой Тома Круза.

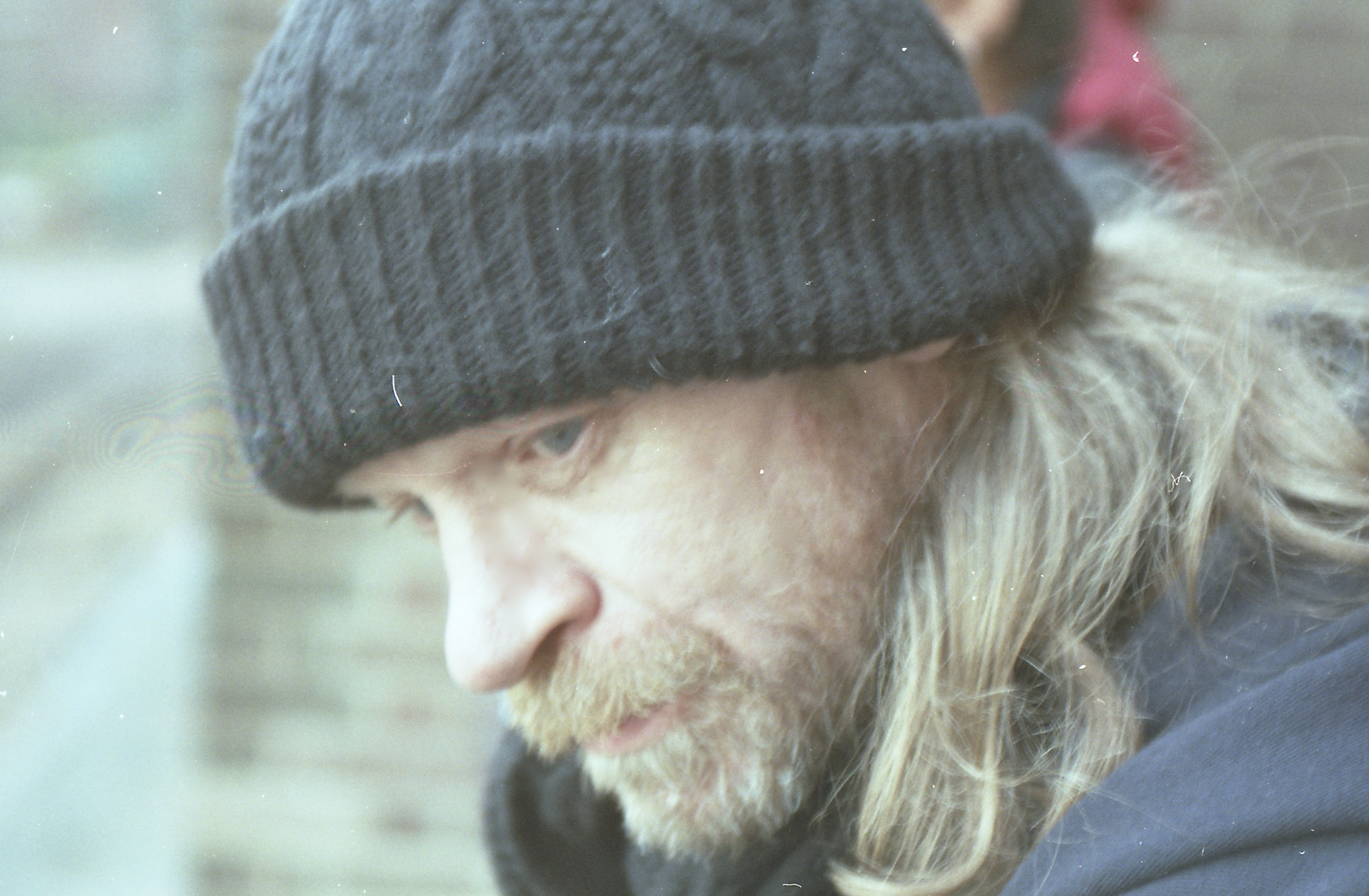
Віталі у 2013 році

Після смерті Кубрика Віталі керував відновленням елементів зображення та звуку для більшості фільмів режисера. У 2004 році за цю роботу Віталі нагородили Президентською премією Товариства звукорежисерів кіно.
У 2017 році Тоні Зієрра зняв документальний фільм про Віталі «Кінопрацівник». Прем'єра стрічки відбулась на Каннському кінофестивалі та її демонстрували на багатьох американських і міжнародних кінофестивалях, зокрема у жовтні 2017 року у Лондоні. У «Кінопрацівнику» Віталі дав тривале інтерв'ю про свою роботу з Кубриком. 7 березня 2019 року у Великій Британії фільм транслював Film4, після чого відбувся показ стрічки Кубрика «Убивство» (1956).
За словами родини Віталі, він помер 19 серпня 2022 року в Лос-Анджелесі. В офіційному акаунті маєтку Кубриків була вказана неправильна дата смерті 20 серпня 2022 року.

## Інша робота
Віталі працював з режисером Тоддом Філдом, з яким він з'явився у кінофільмі «Із широко заплющеними очима». У драмах Філда Віталі зазначений технічним консультантом («У спальні», 2001) та асоційованим продюсером («Як малі діти», 2006), де він також знявся в епізодичній ролі дивного знайомого.
Він зіграв аптекаря у фільмі Карло Карлея «Ромео і Джульєтта» (2013).

## Творчий доробок
Кіноактор
- 1973 Суперсучка
- 1975 Баррі Ліндон — лорд Буллінгдон
- 1977 Терор Франкенштайна — Віктор Франкенштайн
- 1981 Залізничний абонемент — Рон
- 1999 Із широко заплющеними очима — людина в червоному плащі
- 2006 Як малі діти — дивний знайомий
- 2013 Ромео і Джульєтта — аптекар

Телеактор
- 1970 Ніжно, ніжно — Генрі Мардслі
- 1970 Шляхи до свободи — молодик
- 1971 Автомобілі Z — Баглі
- 1971 Довга подорож поза війною — Пітер Прайс
- 1971 Гедлі — Боб
- 1971 Очі громадськості — Пітер
- 1971 Правосуддя — Браян Парсонс
- 1971 Прошу, сер! — Пітер Кравен
- 1971—1972 Банда з вулиці Фенн — Пітер Кравен
- 1972—1973 Суд корони — Теренс Стейн/Пітер Торнгілл
- 1973 Любовна історія — Джек Траскотт
- 1973 Фолліфут — Браян Фолі
- 1973 Нумо — Фергі
- 1973 Ван дер Валк
- 1973 Злочин пристрасті — Жерар
- 1973 Театр суботнього вечора на ITV — брат Дональд
- 1974 Відома жінка — Джулс
- 1975 Діксон із Дока Гріна — Ерік Мерсер
- 1975 Театр комедії — Ерік
- 1975 Прометей, або життя Бальзака — Джулс

Підбір акторів
- Із широко заплющеними очима
- Цілісно-металева оболонка

Художник по костюмах
- Маккан

Продюсер
- Як малі діти